# Chebsey
Chebsey is een civil parish in het bestuurlijke gebied Stafford, in het Engelse graafschap Staffordshire. In 2001 telde het dorp 481 inwoners. Chebsey staat in het Domesday Book (1086) vermeld als 'Cebbesio'.
Het dorp heeft 17 bouwwerken op de Britse monumentenlijst, waaronder huizen, boerderijen en de dorpskerk uit de dertiende/veertiende eeuw.